# هالستد سالیوان
هالستد سالیوان (انگلیسی: Halsted Sullivan) تهیه‌کننده تلویزیونی و فیلم‌نامه‌نویس اهل ایالات متحده آمریکا است. او برای فعالیتش در مجموعه اداره شناخته شده است.